# 코랴크어

코랴크어는 축치캄차카어족에 속한 언어로, 주로 캄차카 변경주 북쪽(예전엔 코랴크구)에서 코랴크인에 의해 사용된다.